# Peter von Ehrenheim
Peter von Ehrenheim (före adlandet Paliche), född 1659 i Stettin, död 6 juli 1710 i Riga, var en svensk ämbetsman.
Peter von Ehrenheim var son till borgmästaren i Stettin. Han blev 1676 skrivare vid proviantväsendet och krigskammarsysslorna och skötte under skånska kriget den pommerska förvaltningen i Stettin och Stralsund. År 1680 blev han kammarskrivare vid pommerska generalguvernementet, 1683 bokhållare där och 1685 inspektor. År 1691 blev han krigskommissarie vid de svenska hjälptrupperna i pfalziska tronföljdskriget. År 1695 utnämndes han till överkamrerare i Livland. Kort efter utbrottet av stora nordiska kriget blev han även generalkrigskommissarie i Livland och Kurland. Han ansvarade för provianteringen under Rigas belägring 1709 och skötte vid flera tillfällen förhandlingarna mellan guvernören Nils Stromberg och stadens representanter. Han avled i pesten dagen innan staden föll i ryssarnas händer.